# Kadareho dům
Kadareho dům (známý také jako Palác s krychlemi, albánsky Pallati me kuba) je název pro modernistickou obytnou budovu, která se nachází v centru metropole Albánie, Tirany. Nachází se na severovýchodním okraji Skanderbegova náměstí, na Debarské ulici (albánsky Rruga e Dibrës). Pětipatrová budova z centra metropole je jednou z mála ukázek moderní architektury z dob existence socialistické Albánie pod vedením Envera Hodži. Svůj název má díky tomu, že zde bydlel spisovatel Ismail Kadare.
Stavba vznikla na přelomu 60. a 70. let 20. století podle návrhu architekta Makse Vela. Dokončena byla roku 1972.. Dům na rozdíl od řady tehdy budovaných obytných bloků měl fasádu rozčleněnou tak, že jednotlivá patra, resp. i místnosti působily dojmem, jako by vystupovaly z celé fasády. Stavba byla velmi neoblíbená albánským režimem, který ji považoval za invazi modernismu a západního myšlení. Její autor byl nakonec albánskou vládou za import cizího myšlení uvězněn.
V současné době se v budově nachází také muzeum Ismaila Kadareho.